# Восточный фронт ПВО
Восточный фронт ПВО — оперативно-стратегическое объединение войск ПВО в вооружённых силах СССР во время Великой Отечественной войны. Образован в июне 1943 года, когда по постановлению ГКО Войска ПВО СССР были разделены на
два фронта — Восточный и Западный, граница между которыми проходила по линии Мезень, Архангельск, Шуя, Армавир, Кисловодск, Сочи.

## Состав фронта
Восточный фронт ПВО включал Закавказскую зону ПВО, семь корпусных и дивизионных районов ПВО и восемь соединений истребительной авиации ПВО. Имелось 447 экипажей истребительной авиации, 2459 зенитных орудий среднего калибра, 800 — малого калибра, 1814 зенитных пулеметов, 1142 прожектора, 491 аэростат заграждения.

## Командный состав
- Командующий — генерал-лейтенант артиллерии Г.С. Зашихин
- Члены Военного совета — генерал-майор С. С. Новаев
- Начальник штаба —  полковник, с ноября 1943 года генерал-майор Н.Ф. Курьянов

## Боевая задача фронта
Главная задача фронта состояла в ПВО важнейших объектов Северного и Южного Урала, средней и нижней Волги, Кавказа и Закавказья.

## Боевые действия
Наиболее напряжённые бои войска фронта вели в июне 1943 года, отражая массированные удары авиации противника на Горький, Саратов, Ярославль, Волхов и объекты Волховской ГЭС, Ростов-на-Дону и мосты через реку Дон. В последующем налёты авиации противника на объекты глубокого тыла предпринимались всё реже, а затем и вообще сменилась не отдельные полёты разведывательной операции.  Напряжённость боевых действий войск Восточного фронта ПВО снизилась, и они превратились в своеобразный стратегический резерв ПВО страны. В последующем необходимость наращивания системы ПВО вслед за наступавшими Сухопутными войсками требовала непрерывного увеличения глубины оперативного и тактического построения объединений и соединений Западного фронта ПВО, который вёл боевые действия по всему советско-германскому фронту, от Мурманска до Сочи.
По решению ГКО от 29 марта 1944 года на базе Восточного и Западного фронтов ПВО созданы три фронта ПВО: Северный, Южный и Закавказский.